# ديفيد ماغواير
ديفيد ماغواير (بالإنجليزية: David McGuire)‏ (27 سبتمبر 1980 في المملكة المتحدة - ) هو لاعب كرة قدم بريطاني في مركز جناح. لعب مع دندي يونايتد ونادي أردريونيانز وأردريونيانز وCumbernauld United F.C. ‏ وLanark United F.C. ‏ ونادي ليفينغستون لكرة القدم.

## وصلات خارجية
- ديفيد ماغواير على موقع Soccerbase.com (لاعب) (الإنجليزية)